# Eliška Kaplanová
Eliška Kaplanová (15. června 1923 – 24. prosince 2006) byla česká a československá politička Komunistické strany Československa, poslankyně Sněmovny národů Federálního shromáždění a České národní rady na počátku normalizace.

## Biografie
K roku 1969 se uvádí jako ředitelka Dětského domova v Opavě. Po provedení federalizace Československa usedla do Sněmovny národů Federálního shromáždění. Mandát nabyla až dodatečně v listopadu 1969. Do federálního parlamentu ji nominovala Česká národní rada, v níž rovněž zasedla v té době. Ve FS setrvala do konce funkčního období parlamentu, tedy do voleb roku 1971.